# Aleja Powstańców Śląskich w Krakowie
Aleja Powstańców Śląskich – aleja przelotowa znajdująca w Krakowie, w dzielnicy XIII Podgórze, w Podgórzu. Jest jedną z ulic tworzących II obwodnicę Krakowa.

## Historia
Nowa arteria przelotowa, zbudowana została częściowo w miejscu ul. Czyżówki, pod koniec lat siedemdziesiątych XX wieku, w celu usprawnienia komunikacji drogowej z Nową Hutą. W fazie projektowania i budowy nazywana była ul. Telewizyjną z powodu tego, że przebiega u stóp położonego na Krzemionkach ośrodka Telewizji Kraków, a oficjalną nazwę otrzymała w 1980 roku i brzmiała ona początkowo ul. lnwalidów Wojennych. W 1991 roku Rada Miasta Krakowa nadała ulicy nazwę Powstańców Śląskich, dla upamiętnienia ludzi walczących w powstaniach śląskich.

## Przebieg
Ulica rozpoczyna swój bieg jako przedłużenie alei Powstańców Wielkopolskich na estakadzie im. Obrońców Lwowa, zaś kończy się pod kładką nad którą biegnie ulica Henryka Kamieńskiego. Przedłużeniem w kierunku południowym alei Powstańców Śląskich, jest ulica ks. Józefa Tischnera. Ulica mierzy około 1,5 km długości.

## Infrastruktura
Aleja Powstańców Śląskich składa się z dwóch trójpasmowych ulic rozdzielonych od siebie pasem zieleni. Drogą przebiega wzdłuż torowiska dla pociągów. Przy ulicy znajduje się przystanek kolejowy – „Kraków Podgórze”.